# اختبار ديكس-هول بايك
اختبار ديكس-هول بايك هو إجراء تشخيصي يُستخدم في دوار الوضعة الانتيابي الحميد.

## الإجراء
يُجري اختبار ديكس-هول بايك على النحو التالي:
يقوم الطبيب بإنزال المرضى بسرعة إلى وضع وضعية الاستلقاء على إنزال الرأس تحت مستوى الجسد بزاوية مقدارها 30 درجة .
تحقق ووضعية الاختبار الجانبي نتائج مماثلة لاختبار ديكس-هول، وبالتالي يمكن استخدامها إذا تعذر تنفيذ اختبار ديكس-هول بسهولة.

## التفسير

### اختبار إيجابي
يُعتبر الاخبار إيجابي عندما يُفيد المريض حدوث الدوار وملاحظة الطبيب رأرأة العين أثناء الاختبار.

### اختبار سلبي
إذا كان الاختبار سلبيًا، فإنه يجعل من الدوار الموضعي الحميد تشخيصًا أقل احتمالًا ويجب مراعاة تورط الجهاز العصبي المركزي .

## الحدود
لا تصل القيمة التنبؤية السلبية لهذا الاختبار لـ 100 ٪، بمعنى أن بعض المرضى الذين لديهم تاريخ دوار الوضعة الانتيابي الحميد لن يكون الاختبار فيهم إيجابيا. وتصل حساسية الاختبار المقدرة 79 ٪ فيما تصل نوعيته إلى 75 ٪.
قد يستلزم الأمر إجراء الاختبار أكثر من مرة لأنه ليس من السهل دائمًا إثبات ملاحظة الرأرأة والتي تُعتبر نموذجية في دوار الوضعة الانتيابي الحميد، كما يمكن أن تتأثر نتائج الاختبار أيضًا بالسرعة التي يتم بها الاختبار والمستى الذي يوجد به القذال.

## الحواشي
1. ↑  "The pathology symptomatology and diagnosis of certain common disorders of the vestibular system" (Scanned & PDF). Proc. R. Soc. Med. ج. 45 ع. 6: 341–54. 1952. PMC:1987487. PMID:14941845.
2. ↑  "Dix-Hallpike Test - an overview | ScienceDirect Topics". مؤرشف من الأصل في 2019-03-23.
3. ↑  Cohen، H.S. (2004). "Side-Lying as an Alternative to the Dix-Hallpike Test of the Posterior Canal". Otology & Neurotology. ج. 25 ع. 2: 130–134. DOI:10.1097/00129492-200403000-00008. PMID:15021771.
4. ↑  Bhattari H (2010). "Benign Paroxysmal Positional Vertigo: Present Perspective". Nepalese Journal of ENT Head and Neck Surgery. ج. 1 ع. 2: 28–32.